# Manuel Rocheman
Manuel Rocheman (Parijs, 23 juli 1964) is een Franse jazzpianist en -componist.

## Biografie
Rocheman kwam uit een muzikantenfamilie; zijn grootvader van moederskant was fluitist, zijn vader gitarist en acteur Lionel Rocheman richtte de Hootenanny op in het American Center in Parijs, waar ze musici van over de hele wereld ontmoetten. Rocheman stond op 6-jarige leeftijd op en nam op uitnodiging van Bob Vatel deel aan jamsessies in Parijs.
Aan het Conservatoire National de Région de Paris nam hij pianolessen bij Alberto Neuman, een leerling van Arturo Benedetti Michelangeli en volgde hij drumcursussen. Hij werkte ook samen met de jazzpianisten Gabriel Garvanoff en Michel Sardaby.
In 1980 ging hij naar New York, waar hij Tommy Flanagan en Jaki Byard ontmoette. In hetzelfde jaar stelde Vatel hem voor aan Martial Solal en hij werd zijn enige student. Sinds 1983 werkt hij met een trio in Parijs. In 1994 trad hij op in duo met Solal op het Paris Jazz Festival.
Naast zijn solowerk treedt Rocheman op in een duo met Olivier Ker Ourio en Sara Lazarus. Hij werkte ook samen met musici als Anthony Ortega, Sylvain Beuf, Al Foster, Aldo Romano, George Mraz en Kyle Eastwood. Sinds 2004 maakt hij deel uit van het Dusko Goykovichs International Jazz Orchestra. Hij speelde ook met Toninho Horta (Café & Alegria, 2012) en met Rick Margitza.

## Onderscheidingen
In 1989 werd hij de beste Franse pianist op de Martial Solal Jazz Piano International Competition. Zijn eerste cd Trio Urbain werd in 1991 door de Académie du Jazz uitgeroepen tot beste cd van het jaar en zijn tweede album White Keys ontving het jaar daarop de Django d'Or (Frankrijk). In 1998 kende de Académie du Jazz hem de Prix Django Reinhardt toe als beste muzikant van het jaar. Tussen 1995 en 2002 werd hij gefinancierd door de BNP Paribas Foundation.

## Discografie
- 1990: Trio urbain met François Moutin en Peter Gritz
- 1992: White Keys met François en Louis Moutin
- 1996: Tropic City met Christophe Wallemme en Simon Goubert
- 1998: Come Shine met George Mraz en Al Foster
- 2000: I'm Old Fashioned met George Mraz, Al Foster, Riccardo Del Fra en Simon Goubert
- 2003: Alone at Last, soloalbum
- 2004: Live at the New Morning Hall, soloalbum
- 2007: Cactus Dance met Scott Colley en Antonio Sánchez
- 2014: Maurice Rocheman & Nadine Bellombre Paris-Maurice
- 2016: misTeRIO, met Mathias Allamane en Matthieu Chazarenc
- 2020: Magic Lights, met Mathias Allamane en Matthieu Chazarenc